# Unterems
Unterems (Emèse le Bas en français) est une localité et une ancienne commune suisse du canton du Valais, située dans le district de Loèche.

## Histoire
Le 1er janvier 2013, Unterems a fusionné avec Tourtemagne pour créer la nouvelle commune de Turtmann-Unterems.